# فندوم

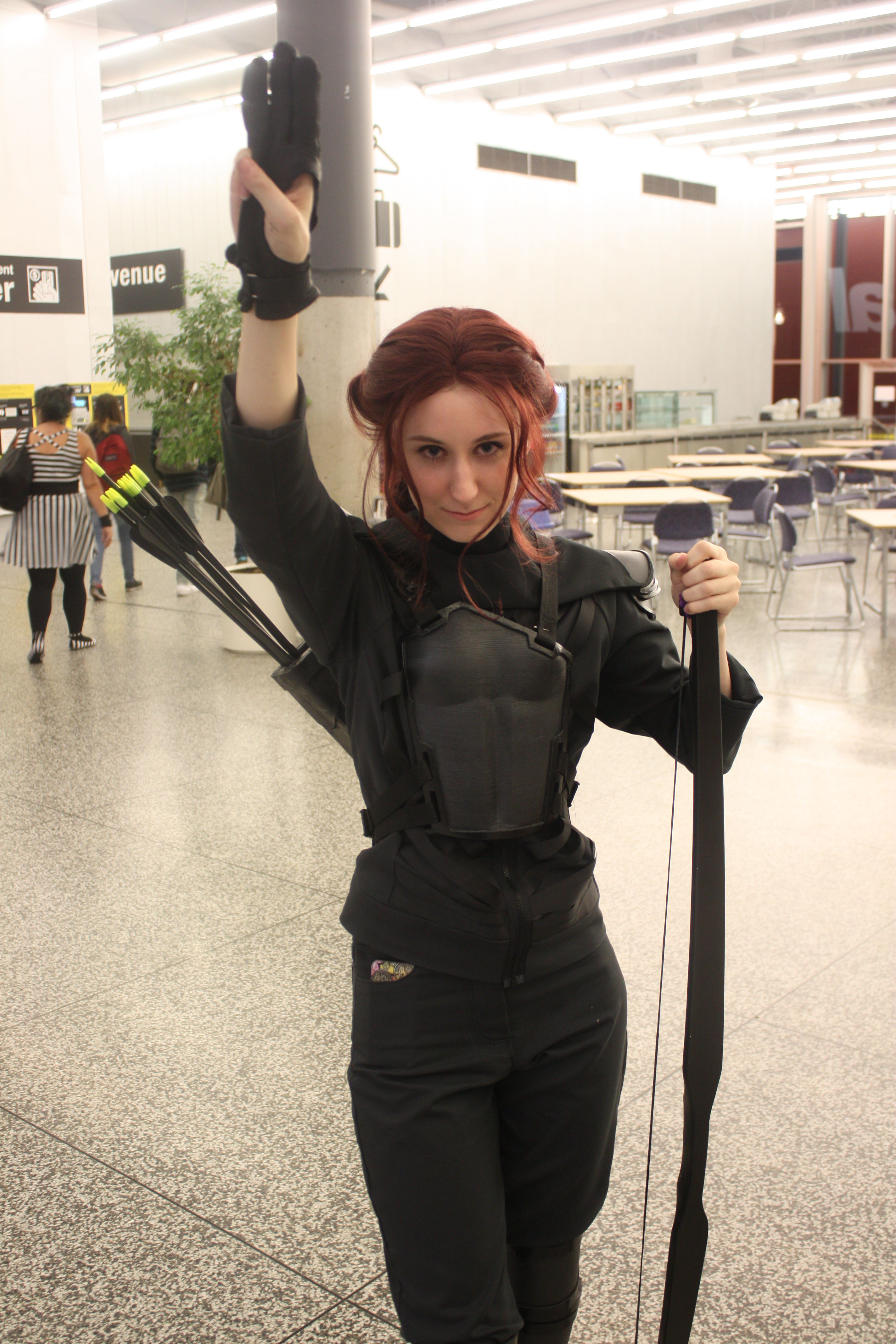
همانند یک هنرپیشه در یک نقش خاص لباس پوشیدن توسط یک طرفدار

فندوم (به انگلیسی: Fandom)، با معنای لغوی شیفتگی، یک خرده‌فرهنگ است که از اجتماع فن‌هایی با علاقۀ مشترک به موضوعی خاص تشکیل می‌شود. این موضوع می‌تواند یک اثر هنری مثل کتاب و فیلم و سریال، یک هنرمند مثل سلبریتی و نویسنده یا حتی یک رویداد هنری یا اجتماعی باشد. فن‌ها به کوچکترین جزئیات مرتبط به آن اثر یا شخص علاقه نشان می‌دهند و بخش قابل توجهی از وقت خود را در شبکه‌های اجتماعی به علاقه‌شان می‌پردازند. علاقۀ فن‌ها به موضوع طرفداریشان جدی‌تر است و از این لحاظ با علاقه‌مندان عادی متفاوتند. واژه انگلیسی Fandom به معنی شیفتگی اولین بار در سال ۱۹۰۳ به کار برده شده‌است. 